# World Games 2022/Kanumarathon
Bei den World Games 2022 in Birmingham, Alabama, fanden vom 10. bis 12. Juli insgesamt vier Wettbewerbe im Kanumarathon statt, jeweils zwei bei den Männern und bei den Frauen. Ausgetragen wurden die Wettkämpfe im Oak Mountain State Park. Es war das erste Mal, dass Kanumarathonwettbewerbe im Rahmen der World Games ausgetragen wurden.

## Bilanz

### Medaillenspiegel
| Platz  | Land        | Gold | Silber | Bronze | Gesamt |
| ------ | ----------- | ---- | ------ | ------ | ------ |
| 1      | Ungarn      | 2    | —      | 1      | 3      |
| 2      | Dänemark    | 1    | 2      | —      | 3      |
| 3      | Südafrika   | 1    | —      | —      | 1      |
| 4      | Spanien     | —    | 1      | 2      | 3      |
| 5      | Deutschland | —    | 1      | —      | 1      |
| 6      | Portugal    | —    | —      | 1      | 1      |
| Gesamt | Gesamt      | 4    | 4      | 4      | 12     |

### Medaillengewinner
Männer
| Disziplin          | Gold                       | Silber                     | Bronze                 |
| ------------------ | -------------------------- | -------------------------- | ---------------------- |
| K1 Kurzdistanz     | Mads Brandt Pedersen (DEN) | Nico Paufler (GER)         | José Ramalho (POR)     |
| K1 Standarddistanz | Andy Birkett (RSA)         | Mads Brandt Pedersen (DEN) | Iván Alonso Lage (ESP) |

Frauen
| Disziplin          | Gold               | Silber              | Bronze             |
| ------------------ | ------------------ | ------------------- | ------------------ |
| K1 Kurzdistanz     | Vanda Kiszli (HUN) | Eva Barrios (ESP)   | Zsóka Csikós (HUN) |
| K1 Standarddistanz | Vanda Kiszli (HUN) | Cathrine Rask (DEN) | Eva Barrios (ESP)  |